# Emma Cannon
Emma Cannon (Rochester, 1º giugno 1989) è una cestista statunitense, professionista nella WNBA.